# Blauender Saftporling
Der Blauende oder Blaue Saftporling (Cyanosporus caesius, Syn.: Postia caesia, Oligoporus caesius, Spongiporus caesius) ist eine Pilzart aus der Ordnung der Stielporlingsartigen.

## Merkmale

### Makroskopische Merkmale
Der Fruchtkörper ist konsolenförmig und bildet keinen Stiel aus. Er wird 2–6 cm groß und besitzt eine filzig-zottige Oberseite. Sie ist weißlich gefärbt und weist blaue Bereiche auf, die die Oberfläche stellenweise oder ganz überziehen können. Berührte Stellen färben sich ebenfalls blaugrünlich. An der Unterseite befinden sich kleine weißbläuliche Poren (4–5 pro Millimeter). Sie sind erst unregelmäßig rundlich geformt, schließlich labyrinthisch aufgerissen. Das Sporenpulver erscheint etwas bläulich. Die Hutkante ist relativ scharf. Das Fleisch ist weichfaserig sowie saftig-wässrig. Es ist weiß gefärbt, aber oft bläulich durchzogen.

### Mikroskopische Merkmale
Die Sporen sind farblos, glatt und besitzen oft zwei kleine Öltropfen; sie messen 4,5–5 × 1,4–1,6 µm (Q=2,95–3,36). Die Hyphen sind 2,8–3,6 μm breit, dünn bis leicht dickwandig, locker angeordnet und beinhalten goldgelbe, deutlich amyloide (schwarzgrün in Melzers Reagenz) sowie cyanophile Elemente.

## Artabgrenzung

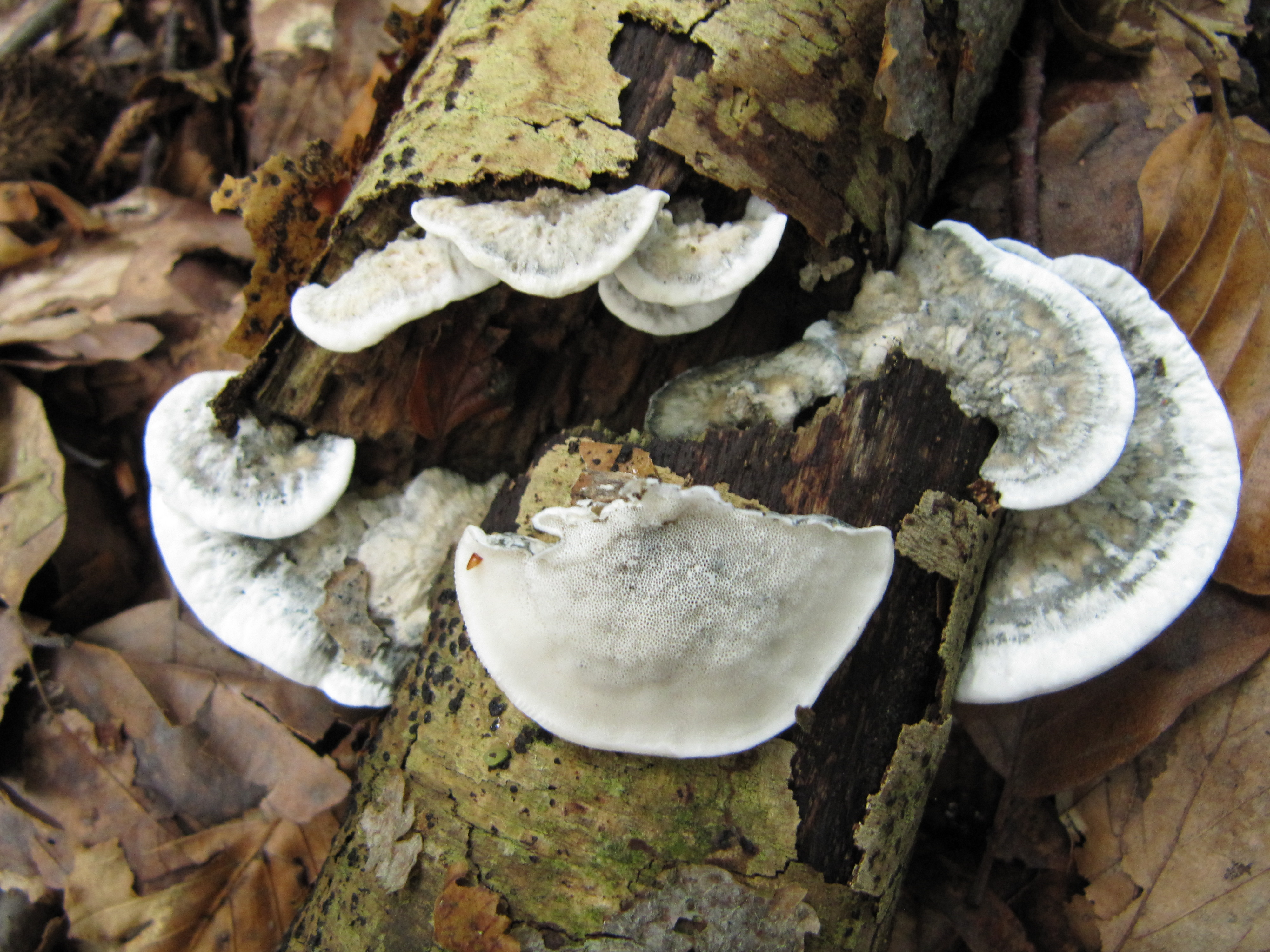
Fastblauer Saftporling (Cyanosporus subcaesius)

Eine neuere Studie (2018) identifizierte 24 blauende Arten (darunter 12 europäische) aus der nahen Verwandtschaft des Blauen Saftporlings. Sie unterscheiden sich durch makro- und mikroskopische Merkmale sowie die Verbreitung und das Habitat. Der Blauende Saftporling durch seine zottige Oberfläche, die deutlich blaue Farbe und das Wachstum vorwiegend an Nadelholz charakterisiert, mikroskopisch durch die amyloiden Hyphen der Trama.
Die ähnlichste Art ist Cyanosporus simulans, die sich durch etwas längere Sporen und das Fehlen stark amyloider Hyphenelemente in der Porentrama sowie kleinere Poren (5–7 pro mm) unterscheidet.
Der Fastblaue Saftporling (Cyanosporus subcaesius) ist etwas schwächer gefärbt und wächst vorrangig an Laubholz. Sicher lässt er sich nur anhand der etwas schmaleren Sporen (4–5,5 × 1–1,5 µm) ohne Öltropfen unterscheiden.

## Ökologie und Phänologie
Der Blauende Saftporling ist vor allem in Fichten-, Kiefern- und gemischten Nadelbaumforsten, in entsprechenden naturnahen Beständen sowie in Fichten-Tannen- und Fichten-Tannen-Buchen-Wäldern zu finden. Nur gelegentlich ist er in anderen Beständen zu finden. Dort wächst er an abgestorbenen und verletzten Stämmen (dort vorzugsweise an den Stammbasen) sowie an größeren Ästen. Darüber hinaus ist der Pilz oft an lagerndem Holz anzutreffen. Das besiedelte Substrat befindet sich dabei in der späten Initial- bis zur Finalphase der Vermorschung. Das Wirtsspektrum umfasst Nadelholz, in 80 % der Fälle Fichte. Nur selten wird Laubholz besiedelt.
Die Fruchtkörper erscheinen ab Ende Juli. Die Sporenbildung setzt jedoch erst Herbst ein, wenn die mittlere Temperatur unter 10 °C gefallen ist. Der Prozess wird etwa 8–10 Wochen später mit dem Einsetzen von Dauerfrösten beendet. Mitunter lassen sich überständige Exemplare noch bis zur erneuten Fruchtkörperbildung beobachten.

## Verbreitung
Der Blauende Saftporling ist in der Holarktis in Nordamerika (Kanada, USA, Mexiko), Europa (einschließlich Madeira, Azoren), Nordafrika (Marokko) und Asien (Kleinasien, Kaukasus, Sibirien, China, Korea, Japan) sowie in Mittel- und Südamerika (Jamaika, Argentinien), Zentralafrika (Kenia, Tansania) und Neuseeland verbreitet. In Europa ist er aus fast allen Ländern bekannt, fehlt aber offenbar in Island und Griechenland. Das Gebiet reicht vom Mittelmeer bis zu den Hebriden und in Norwegen bis zum 70. Breitengrad. Nach Osten reichen die Vorkommen bis zum Ural und dem Kaukasus.
In Deutschland ist der Pilz von den Küstenregionen bis in die Hochlagen der Mittelgebirge weit verbreitet. Er konnte sich vor allem durch die Umstellung von natürlichen Wäldern in bewirtschaftete Nadelholzforste bzw. deren Ausweitung auf die Lagen im Hügel- und Tiefland ausbreiten.